# Ernst Paul Brink
Paul Hermann Ernst Brink (* 1. September 1856 in Eibenstock; † 18. März 1922 in Glauchau) war Bürgermeister von Glauchau.

## Leben
Brink besuchte Volksschule und Gymnasium in Zwickau und studierte Rechtswissenschaften in Leipzig. Dort wurde er mit Beginn seines Studiums 1875 in der Burschenschaft Arminia aktiv.
Ab 1882 Ratsreferendar in Annaberg wurde Brink Erster juristischer Stadtrat in Pirna. Im Jahre 1888 wechselte er in derselben Funktion nach Glauchau und wurde dort 1889 Bürgermeister. Nachdem ihm dieses Amt im Jahre 1893 auf Lebenszeit verliehen war, trat er 1922 in den Ruhestand.

## Verdienste
Brink gab die ersten Anregungen für den Bau des Bismarckturm Glauchau. Neben der namensgebenden Bismarckverehrung sollte dieser Turm auch einen praktischen Nutzen in Form einer Aussichtsplattform erhalten. Das Vorhaben wurde aber vorerst nicht realisiert. Erst im Juli 1899, etwa ein Jahr nach dem Tod Bismarcks gab es auch in Glauchau erneut diesbezügliche Bemühungen durch Brink.
Sein Bruder war Wilhelm Brink, der Oberbürgermeister von Offenbach am Main.